# 瀬川昌世
瀬川 昌世（せがわ まさよ、明治17年（1884年）11月23日 - 昭和37年（1961年）12月31日）は、日本の医学者、小児科医、医学博士、瀬川小児病院 第2代院長、社団法人日本陶磁協会 理事。小児科の権威として知られる。

## 略歴
- 1884年（明治17年） - 医学博士・瀬川昌耆の子として東京に生まれる。
- 1905年（明治38年） - 第一高等学校卒業（同級に斎藤茂吉、高橋明がいた。）
- 1909年（明治42年） - 東京帝国大学医学部卒業
- 1913年（大正2年） - ドイツ・オーストリアに留学[1]。
- 古市公威の娘婿となる。
- 1920年（大正9年） - 家督相続
- 1923年（大正12年） - 古市公威邸（現・登録有形文化財）を譲り受ける。
- 1961年（昭和36年）12月31日 - 脳動脈硬化症のため死去[2]。享年77

## 著作物

### 著書
- 1914年（大正3年） - 『実扶垤里及格魯布』 吐鳳堂書店
- 1921年（大正10年） - 『冬と子供』 内務省衛生局
- 1935年（昭和10年） - 『茶入考』 （『陶器講座・第7巻』 雄山閣 に収録）
- 1936年（昭和11年） - 『茶味雑話』 （『星岡 第六十四号』 星岡窯研究所 に収録）

### 編纂
- 1933年（昭和8年） - 『茶の湯釜』 瀬川昌耆（著）

### 写真集
- 『瀬川邸の四季』

## 家族親族
- 父：瀬川昌耆 - 医学博士、瀬川小児科病院初代院長
- 母 瀬川寿々 - 工学博士厚木勝基 叔母
- 義父：古市公威 - 男爵・工学博士
- 弟：瀬川昌邦 - 全国無線工事業連盟会長
  - 甥：瀬川昌久 - 評論家
  - 甥：瀬川昌治 - 映画監督、脚本家
  - 甥：瀬川昌昭 - （株）瀬川事務所 社長
- 妹：瀬川順子 - 小池正晁（男爵・医学博士）妻
- 娘婿：瀬川功 - 医学博士、瀬川小児科病院3代院長
  - 孫：瀬川昌也 - 医学博士、瀬川小児神経学クリニック院長
  - 孫：瀬川昌威 - （株）美味と健康 顧問
  - 孫：瀬川昌輝 - （株）昌平不動産総合研究所 社長